# Punto esclamativo
Il punto esclamativo, noto in passato anche come punto ammirativo, è uno dei diversi segni di interpunzione adoperati nella scrittura e indica una pausa simile a quella del normale punto fermo. Viene posto dopo un'interiezione o esclamazione per segnalare un tono enfatizzante di sorpresa, forti sensazioni o grida. Molto spesso caratterizza la fine di una frase come, ad esempio, in: "Attenzione!". Può essere combinato con un punto interrogativo per indicare una domanda come, ad esempio, in: "Dove stai andando!?". In termini di Programmazione per computer, il punto esclamativo è anche chiamato "bang" e "shriek". In matematica indica il fattoriale.

## Grafia e storia
Graficamente è costituito da un punto fermo sormontato da un segmento.
Tale forma di rappresentazione grafica nacque nel Medioevo, in epoca più o meno contemporanea alla nascita del punto interrogativo. I copisti medievali infatti, per indicare la sorpresa o la gioia in una frase, scrivevano alla fine di essa la parola latina io, che significava "evviva". Nel corso del tempo la ı si spostò al di sopra della o divenendo così l'asta del punto esclamativo, mentre il punto stesso si formò grazie al rimpicciolimento della vocale o.
Il corrispondente carattere tipografico è stato introdotto nella stampa fra il XVI e il XVII secolo, arrivando «molto lentamente a distinguersi dal punto interrogativo e a imporsi nell'uso». Aldo Manuzio lo descrisse chiaramente nel suo trattato di grammatica:
(Institutionum Grammaticarum libri quatuor)
Tuttavia non lo usò mai nelle sue edizioni. Nella letteratura tedesca, se ne ha la prima testimonianza nell'edizione del 1797 della Bibbia di Lutero.

## Utilizzo

### Nella cultura
Il punto esclamativo è molto adoperato nei romanzi e nei fumetti, mentre scarseggia nei testi di cronaca e in quelli di studio. Ciò dipende dal fatto che normalmente viene posto alla fine di frasi o dopo parole espressive di incredulità o sorpresa, gioia o entusiasmo, dolore o minaccia, che sono molto più presenti nei primi generi elencati rispetto ai secondi. In generale, l'utilizzo moderno tende ormai a evitare il punto esclamativo, considerato eccessivamente enfatico e ridondante, tanto in letteratura quanto negli articoli di giornale e nella cronaca.
In controtendenza il linguaggio dei blog e di Internet in generale, in cui i punti esclamativi e i puntini di sospensione compaiono in abbondanza. Nel fandom e nella fanfiction è utilizzato per sottolineare le caratteristiche di un certo personaggio.

### Nomi propri
Il punto esclamativo compare in diversi nomi propri: tra di essi il noto servizio web Yahoo!, il game show Jeopardy! e il musical TV degli anni sessanta Shinding!, così come in vari musical (Oklahoma!, Oliver!, Oh! Calcutta!) e film (Airplane! e Moulin Rouge!). Lo scrittore Elliot S! Maggin e il cartonista Scott Shaw! hanno introdotto il punto esclamativo nel loro nome.
La città inglese Westward Ho! prende nome dal romanzo omonimo di Charles Kingsley. Anche il paese Saint-Louis-du-Ha! Ha!, nel Québec, ha punti esclamativi nel toponimo.

### Segnali di avviso
Attualmente il punto esclamativo ha anche altri svariati utilizzi al di fuori del campo specifico della punteggiatura. Tali usi si riallacciano in particolare al significato di minaccia o avvertimento connesso a questo segno grafico. È il caso, per esempio, della sua introduzione sui cartelli di pericolo della segnaletica stradale, dove ha sostituito la precedente barra verticale per indicare un pericolo generico fisso (su sfondo bianco) o temporaneo (su sfondo giallo). Con sfumature di significato leggermente diverse si applica anche sui materiali d'imballaggio (in genere su un'etichetta triangolare rossa capovolta) per indicare: “attenzione, pericolo, maneggiare con cautela”.
Da simili convenzioni ufficiali, o altrimenti accettate a vario titolo a livello internazionale, discende il particolare significato di “attenzione” che viene oggi comunemente associato al punto esclamativo: non più nell'accezione di pericolo, che comunque permane sia pure in forma larvata, bensì in quella di segnalazione importante, da ricordare e a cui prestare attenzione.

### In matematica
È invece da collegare al concetto di sorpresa l'uso di questo segno di punteggiatura in matematica, dove possiede due diversi significati:
- La scrittura n! (dove "!" sta per fattoriale) indica il prodotto di tutti i numeri interi compresi tra 1 e n;
- Invece, per esempio, nella scrittura {\displaystyle \forall x\in \mathbb {N} ~\exists !~y|x^{2}=y} (per tutti gli x appartenenti a N esiste una e una sola y tale che x al quadrato è uguale a y).

### Computer e informatica
- Nelle tastiere, è possibile digitare il punto esclamativo tenendo premuto prima ⇧ Maiusc (tasto maiuscolo) e poi 1;
- Corrisponde al carattere 033 (21 negli esadecimali) dell'ASCII, mentre nella codifica Unicode equivale a U+0021. Invertito si trova negli ISO 8859-1, 9 e 15 alla riga 161 (A1HEX) (vedi tabella), nell'Unicode a U+00A1.
- Generalmente nel linguaggio informatico corrisponde alla negazione logica. Nell'Unix è chiamato bang, mentre è shriek nella Stanford University, nel MIT o nel dizionario inglese di Oxford. Nei linguaggi di programmazione BBC BASIC e BCPL è definito pling (ornamento) ed è riferito a caratteri a 32 bit.
- Nei RISC OS della Acorn denotano una "appfolder", una cartella che, quando aperta con un doppio clic esegue un programma di file interno, chiamato !Run. Altre risorse interne con questo simbolo sono !Boot, !Sprites e !Help.
- I primi sistemi di e-mail separavano col punto esclamativo i nomi degli host (col percorso bang).
- Nel protocollo IRC il nickname e l'ident di un utente sono separati dal punto esclamativo.
- Nella terza versione del Geek code, "!", solo o accompagnato da alcune lettere, si riferisce a situazioni in cui l'utente è in posizione negativa rispetto ad altri.
- Nella scrittura Unix (in genere per Shell o per Perl) la sequenza "#!" all'inizio del file indica il programma interprete utilizzato per eseguire lo script. Inoltre fa iniziare la cronologia in molti Unix Shell come nel Bash e nel Tcsh: !! esegue il comando precedente, !* si riferisce a tutti gli argomenti del precedente comando.
- Nel linguaggio di programmazione ML (compresi Standard ML e Ocaml), il punto esclamativo è l'operatore per ottenere il valore di una struttura di dati di riferimento.
- Nel linguaggio di programmazione Haskell, esprime rigore.
- Nello Scheme e nel Ruby è il suffisso per funzioni e forme che mutano il loro input.
- Nei CSS viene anteposto alla parola important per assegnare un valore di precedenza alla regola che prevale su tutte le altre specificità.

Il punto esclamativo compare inoltre frequentemente durante l'uso quotidiano del PC nei messaggi di avviso e pericolo per l'utente, nei più svariati ambiti. La maggior parte di tali strumenti, infatti, utilizzano un'icona a forma di scudetto su cui compare il punto esclamativo per indicare l'esistenza di aggiornamenti disponibili al software installato.
In Microsoft Excel, l'espressione «Foglio1!A2» significa che la cella A2 si trova nel foglio 1.

### Scacchi
Nella trascrizione delle partite di scacchi un punto esclamativo ha il significato di una buona mossa, mentre un doppio punto esclamativo indica una mossa eccellente. Un punto esclamativo e uno interrogativo accanto indica una mossa interessante, ma non la migliore, mentre la scrittura inversa indica una mossa dubbia ma non per forza errata. È anche utilizzato nella variante Shōgi.

### Scrabble
Nel gioco Scrabble il punto esclamativo che segue la parola indica la sua presenza nell'Official Tournament and Club Word List ma è assente dall'Official Scrabble Players Dictionary, di solito perché la parola diventa offensiva.

### Baseball
Può indicare nei tabellini un gran gioco difensivo.

### Musica
- La band !!! (pronunciato c(i)c c(i)c c(i)c, AFI: /ʧ(i)k ʧ(i)k ʧ(i)k/);
- Il gruppo musicale Panic at the Disco per il periodo 2008-2009 ha inserito, nel suo nome, il punto esclamativo dopo "Panic" (Panic! at the Disco); dopodiché l'ha rimesso dopo il nome completo della band;
- La cantante Pink ne usa uno nel suo nome (P!nk) e tre nella raccolta Greatest Hits... So Far!!! del 2010.
- La band prog-rock italiana Basta! utilizza il punto esclamativo come logo e segno distintivo
- Oops!... I Did It Again è un singolo dance-pop della cantante statunitense Britney Spears, registrato tra il 1999 e il 2000.

### Videogiochi
Come nei fumetti anche nei videogiochi l'uso del punto esclamativo è diffuso, per indicare diversi stati d'animo quali stupore (insieme al punto interrogativo) o minaccia:
- Nella serie di Metal Gear, un punto esclamativo rosso accompagnato da un breve e forte rumore appare sui nemici che vedono il giocatore. Se ciò accade il nemico ti attaccherà.
- Nei videogiochi della serie Pokémon, un punto esclamativo compare sopra gli allenatori che incrociano il loro sguardo con quello del giocatore: ciò dà inizio alla lotta. È molto frequente nei dialoghi, e anche nelle movenze dei vari personaggi. Inoltre compare quando un Pokémon abbocca all'amo da pesca.
- Nella serie Paper Mario, un punto esclamativo appare sopra i nemici che avvistano Mario, Luigi, Peach o Bowser.
- Nella serie Warcraft, un punto esclamativo giallo fluttuante appare sopra i personaggi non giocanti che assegnano missioni al giocatore. Se la missione è ripetibile, il punto è di colore blu.
- Nei giochi Counter-Strike, un punto esclamativo verde appare sopra i giocatori che usano un comando radio.
- In Marvel: La Grande Alleanza (e nel sequel), un punto esclamativo rosso e giallo appare su oggetti o personaggi con cui è possibile interagire, sulla base dell'urgenza.
- In The Guild 2 appare un punto esclamativo giallo sull'araldo della città. Cliccando questo personaggio in cambio di una certa quantità di soldi è possibile screditare un altro personaggio.

## Il punto esclamativo in alcune lingue
È comune nell'alfabeto latino, pur con differenze tra i vari idiomi, ma si trova anche in altri linguaggi (greco, russo, arabo, ebreo, cinese, coreano e giapponese).

### In inglese
Nell'inglese britannico, (!) esplicita un commento sarcastico. Questo succede sia nello scritto sia, soprattutto, nei sottotitoli.

### In francese
L'utilizzo è pressappoco lo stesso, ma tra l'ultima parola e il segno di punteggiatura c'è uno spazio. In Canada, il punto esclamativo non contiene spazio.

### In tedesco
- nell'esordio di una lettera, dopo il nome del destinatario al posto della virgola (la frase che seguirà inizierà con la lettera maiuscola);
- viene usato per enfatizzare gli avvertimenti;
- alla fine di un imperativo.

### In castigliano e catalano
In spagnolo il punto esclamativo, come anche quello interrogativo, si pone anche a inizio frase, capovolto. La frase italiana "Che bella giornata!" diviene in spagnolo "¡Qué día tan bello!".  Un'altra lingua in cui si può usare il punto esclamativo capovolto in apertura di esclamazione è il catalano, anche se la normativa lo accetta solo quando l'intera frase si estende per più di un rigo.

### In turco
È usato per enfatizzare la frase (i destinatari sono dopo il punto). Tra due parentesi tonde, a fine frase, indica sarcasmo.

### In fonetica
Questo segno grafico (oppure la barra /) è anche usato in fonetica per indicare il tipico suono postalveolare (detto clic) delle Lingue khoisan. La sigla Unicode, U+01C3, è usata nell'alfabeto fonetico internazionale.